# Charency-Vezin
Pour l’article homonyme, voir Charency.
Charency-Vezin est une commune française située dans le département de Meurthe-et-Moselle, en région Grand Est.
Ses habitants se nomment les Vezinois.

## Géographie
La commune se trouve sur la Chiers, un affluent de la Meuse. La commune la plus proche est Épiez-sur-Chiers au nord-ouest.
| Épiez-sur-Chiers | Rouvroy( Belgique) Virton ( Belgique) | Allondrelle-la-Malmaison |
| Velosnes (Meuse) | Charency-Vezin                        | Longuyon                 |
| Villers-le-Rond  | Saint-Jean-lès-Longuyon               | Villette, Colmey         |

### Hydrographie

#### Réseau hydrographique
La commune est dans le bassin versant de la Meuse au sein du bassin Rhin-Meuse. Elle est drainée par la Chiers et le ruisseau le Dorlon,.
La Chiers, d'une longueur de 127 km, prend sa source dans la commune de Mont-Saint-Martin et se jette  dans la Meuse à Remilly-Aillicourt, après avoir traversé 46 communes. 

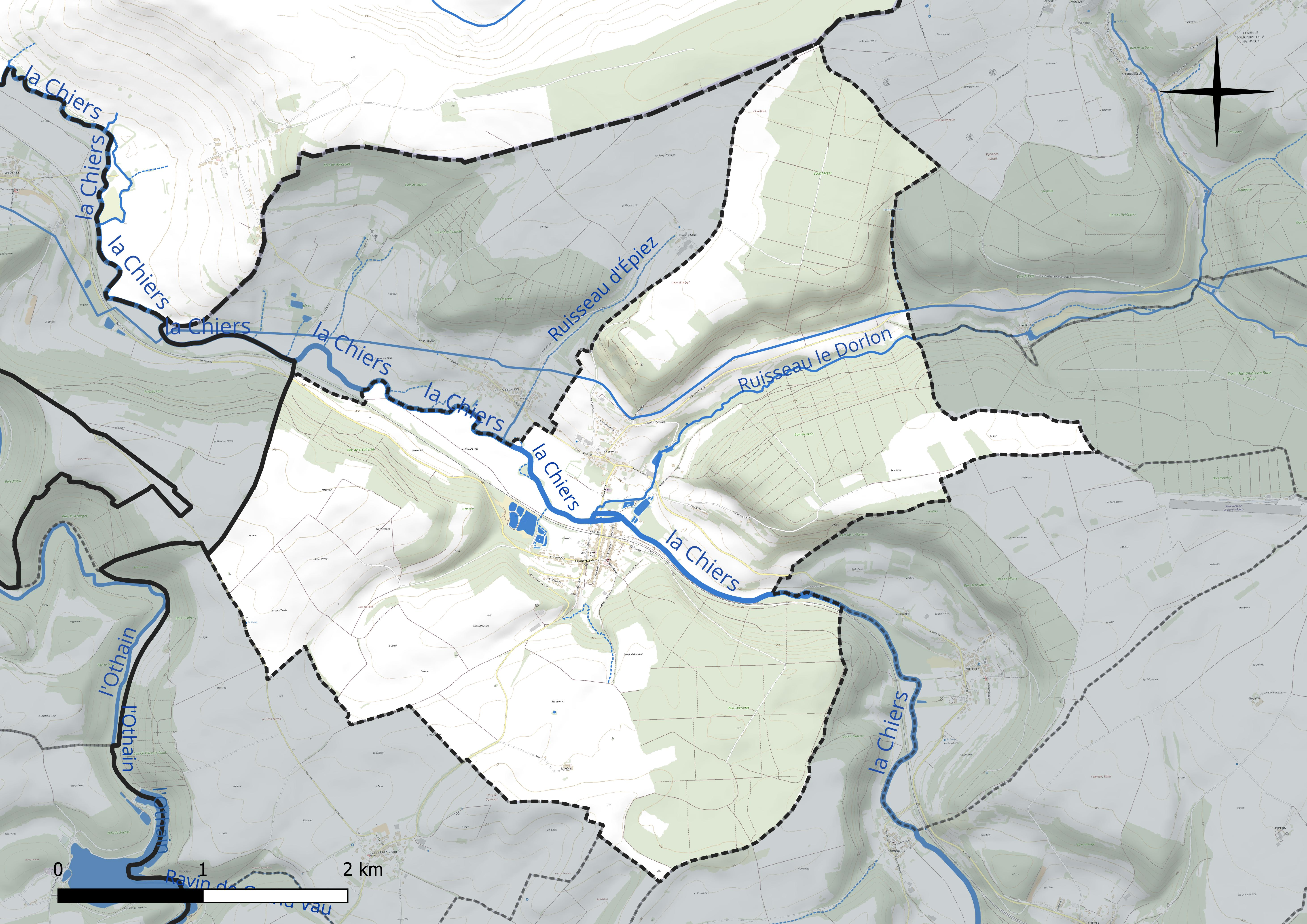
Réseau hydrographique de Charency-Vezin.

Un plan d'eau complète le réseau hydrographique : l'étang de la Fontaine (0,6 ha),.

#### Gestion et qualité des eaux
Le territoire communal est couvert par le schéma d'aménagement et de gestion des eaux (SAGE) « Bassin ferrifère ». Ce document de planification concerne le périmètre des anciennes galeries des mines de fer, des aquifères et des bassins versants hydrographiques associés qui s’étend sur 2 418 km2. Les bassins versants concernés sont celui de la Chiers en amont de la confluence avec l'Othain, et ses affluents (la Crusnes, la Pienne, l'Othain), celui de l'Orne et ses affluents et celui de la Fensch, le Veymerange, la Kiesel et les parties françaises du bassin versant de l'Alzette et de ses affluents (Kaylbach, ruisseau de Volmerange). Il a été approuvé le 27 mars 2015. La structure porteuse de l'élaboration et de la mise en œuvre est la région Grand Est. 
La qualité des cours d’eau peut être consultée sur un site dédié géré par les agences de l’eau et l’Agence française pour la biodiversité. 

### Climat
Pour des articles plus généraux, voir Climat du Grand Est et Climat de Meurthe-et-Moselle.
En 2010, le climat de la commune est de type climat de montagne, selon une étude du Centre national de la recherche scientifique s'appuyant sur une série de données couvrant la période 1971-2000. En 2020, Météo-France publie une typologie des climats de la France métropolitaine dans laquelle la commune est dans une zone de transition entre le climat océanique altéré et le climat océanique altéré et est dans la région climatique  Lorraine, plateau de Langres, Morvan, caractérisée par un hiver rude (1,5 °C), des vents modérés et des brouillards fréquents en automne et hiver. 
Pour la période 1971-2000, la température annuelle moyenne est de 9,3 °C, avec une amplitude thermique annuelle de 15,9 °C. Le cumul annuel moyen de précipitations est de 974 mm, avec 14,1 jours de précipitations en janvier et 9,8 jours en juillet. Pour la période 1991-2020, la température moyenne annuelle observée sur la station météorologique de Météo-France la plus proche, « Villette », sur la commune de Villette à 3 km à vol d'oiseau, est de 10,1 °C et le cumul annuel moyen de précipitations est de 909,4 mm. 
La température maximale relevée sur cette station est de 39 °C, atteinte le 25 juillet 2019 ; la température minimale est de −14,8 °C, atteinte le 20 décembre 2009,,. 
Les paramètres climatiques de la commune ont été estimés pour le milieu du siècle (2041-2070) selon différents scénarios d'émission de gaz à effet de serre à partir des nouvelles projections climatiques de référence DRIAS-2020. Ils sont consultables sur un site dédié publié par Météo-France en novembre 2022.

## Urbanisme

### Typologie
Au 1er janvier 2024, Charency-Vezin est catégorisée commune rurale à habitat dispersé, selon la nouvelle grille communale de densité à sept niveaux définie par l'Insee en 2022.
Elle est située hors unité urbaine et hors attraction des villes,.

### Occupation des sols
L'occupation des sols de la commune, telle qu'elle ressort de la base de données européenne d’occupation biophysique des sols Corine Land Cover (CLC), est marquée par l'importance des territoires agricoles (49,6 % en 2018), en diminution par rapport à 1990 (54,2 %). La répartition détaillée en 2018 est la suivante : forêts (47,2 %), terres arables (47 %), zones urbanisées (3,2 %), prairies (2,7 %). L'évolution de l’occupation des sols de la commune et de ses infrastructures peut être observée sur les différentes représentations cartographiques du territoire : la carte de Cassini (XVIIIe siècle), la carte d'état-major (1820-1866) et les cartes ou photos aériennes de l'IGN pour la période actuelle (1950 à aujourd'hui).

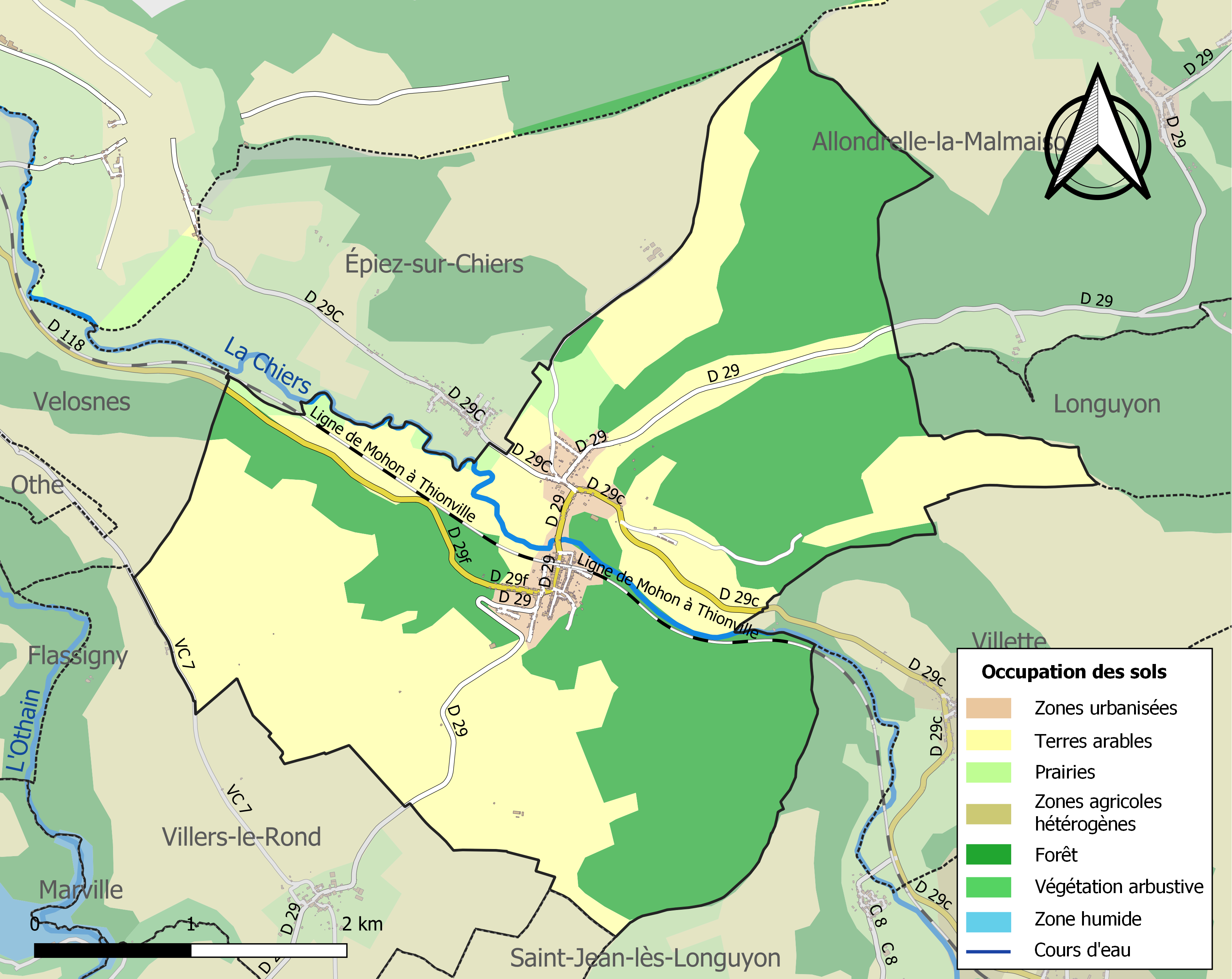
Carte des infrastructures et de l'occupation des sols de la commune en 2018 (CLC).

## Toponymie
Charency est attesté sous les formes Charancy (1128) ; Charenceium (1218) ; Charencei (1253) ; Chairancy (1320) ; Charencey (1320) ; Charenceyum (xve siècle) ; Chairaissi (1603) ; Charrancy (1612) ; Charansy (1756).

Vezin, ancien hameau, est attesté sous les formes Voisins, Vizins, Vizin (1393) ; Vezein (1571) ; Visanium (XVIIe siècle).

Le nom du village est issu du gallo-roman VICINIU qui a donné également « voisin », mais dont le sens premier était « village, hameau », d'où « voisinage »,. Il s'agit d'un dérivé du mot latin vicus « village ».

## Histoire
L'histoire des deux localités est commune depuis 1263. Charency est restée la commune, Vezin étant son écart, même si depuis les années 1830, le centre vital avec l'église et la mairie est devenu Vezin.

## Politique et administration

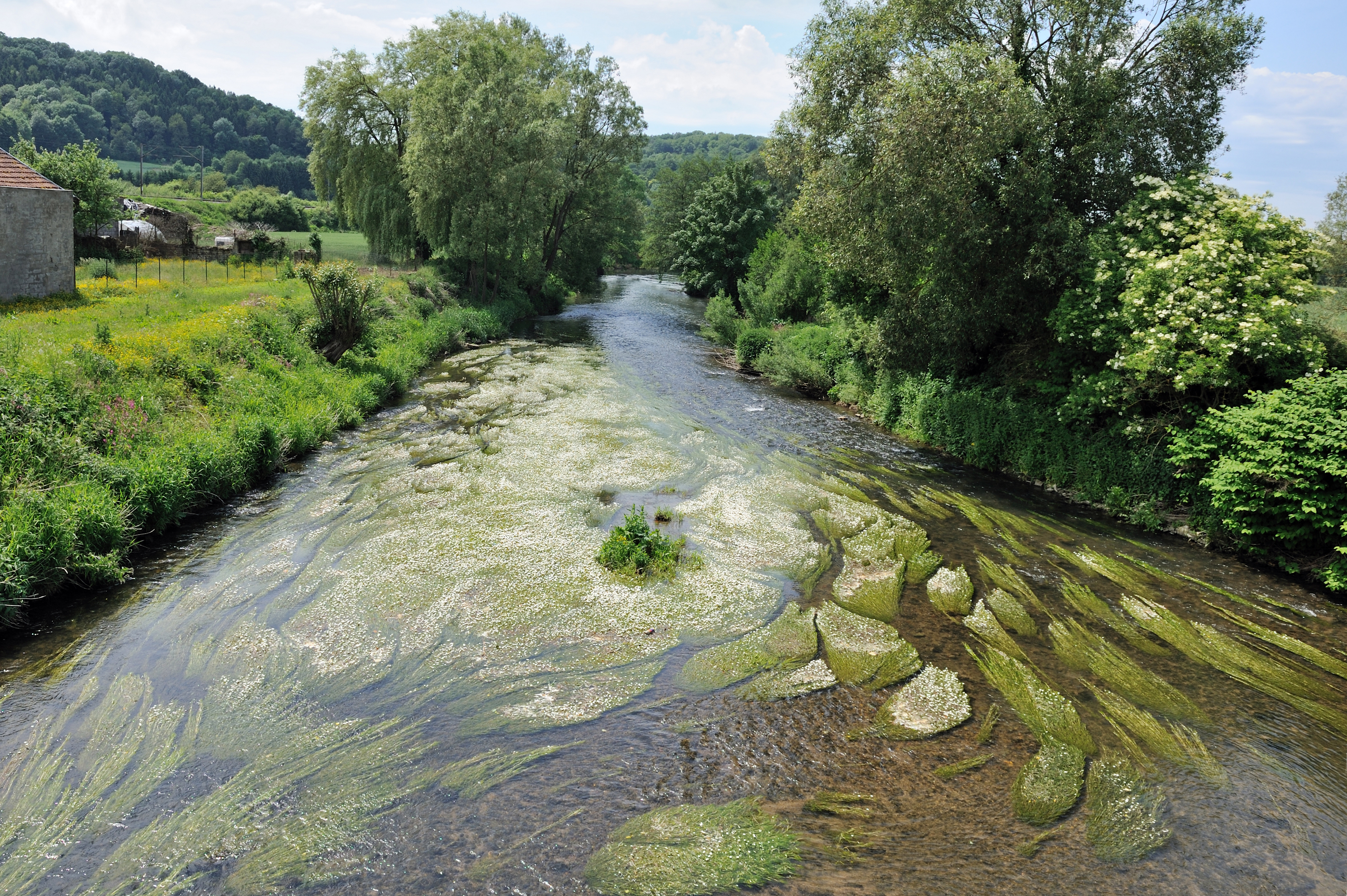
La Chiers.

| Période                                  | Période      | Identité         | Étiquette | Qualité                       |
| ---------------------------------------- | ------------ | ---------------- | --------- | ----------------------------- |
| Les données manquantes sont à compléter. |              |                  |           |                               |
| mars 2001                                | juillet 2020 | Pierre Périn     |           |                               |
| juillet 2020                             | En cours     | Philippe Grethen |           | Cadre de la fonction publique |

## Population et société

### Démographie
L'évolution du nombre d'habitants est connue à travers les recensements de la population effectués dans la commune depuis 1793. Pour les communes de moins de 10 000 habitants, une enquête de recensement portant sur toute la population est réalisée tous les cinq ans, les populations de référence des années intermédiaires étant quant à elles estimées par interpolation ou extrapolation. Pour la commune, le premier recensement exhaustif entrant dans le cadre du nouveau dispositif a été réalisé en 2008.

En 2022, la commune comptait 616 habitants, en évolution de −2,84 % par rapport à 2016 (Meurthe-et-Moselle : −0,13 %, France hors Mayotte : +2,11 %).
| 1793 | 1800 | 1806 | 1821 | 1836  | 1841 | 1861 | 1866 | 1872 |
| ---- | ---- | ---- | ---- | ----- | ---- | ---- | ---- | ---- |
| 617  | 657  | 671  | 866  | 1 222 | 881  | 887  | 922  | 856  |

| 1876 | 1881 | 1886 | 1891 | 1896 | 1901 | 1906 | 1911 | 1921 |
| ---- | ---- | ---- | ---- | ---- | ---- | ---- | ---- | ---- |
| 872  | 908  | 768  | 865  | 907  | 902  | 915  | 831  | 685  |

| 1926 | 1931 | 1936 | 1946 | 1954 | 1962 | 1968 | 1975 | 1982 |
| ---- | ---- | ---- | ---- | ---- | ---- | ---- | ---- | ---- |
| 723  | 694  | 683  | 553  | 597  | 621  | 648  | 591  | 557  |

| 1990 | 1999 | 2006 | 2008 | 2013 | 2018 | 2022 | - | - |
| ---- | ---- | ---- | ---- | ---- | ---- | ---- | - | - |
| 505  | 563  | 623  | 640  | 657  | 598  | 616  | - | - |

## Économie

### Sidérurgie
Des documents font mention d'une livraison de mine de fer pour les hauts-fourneaux de Charency-Vezin au début du XVIe siècle. Les ruines du fourneau, situées dans les bois entre le village de Charency-Vezin et de Allondrelle-La Malmaison, sont toujours visibles.

## Culture locale et patrimoine

### Lieux et monuments

#### Édifices civils
- Présences gallo-romaine et franque.
- Villa gallo-romaine fouillée en 1889 au lieu-dit le Douare
- Monument funéraire en grès rouge trouvé en 1889 au lieu-dit Pièce de Metz, actuellement au musée lorrain[26],
- Mobilier franc trouvé en 1850 au lieu-dit Mahomet, actuellement au musée de Metz.
- Cimetière allemand.

#### Édifices religieux
- Église paroissiale Saint-Pierre-Saint-Paul-Sainte-Hélène à Charency (détruite). Ancienne église paroissiale Saint-Pierre-et-Saint-Paul du Moyen Âge, non documentée, interdite en 1804 par l'évêque de Metz, en raison de sa vétusté et du danger qu'elle représentait pour les fidèles ; un projet de reconstruire une nouvelle église au même emplacement fut fourni en l'an XI et abandonné par la suite, les habitants du village voulant que la nouvelle église soit reconstruite au milieu de l'écart de Vezin, en raison de l'éloignement de Charency ; les visites canoniques de la paroisse au XVIIe siècle mentionnent que l'église était dédiée à saint Pierre, saint Paul et sainte Hélène et qu'il y avait une chapelle dans l'église.
- Église paroissiale Sainte-Hélène à Vezin. Nouvelle église construite à Vezin au début du 2e quart du XIXe siècle. 1re pierre posée en avril 1827, bénédiction en décembre 1831. A remplacé l'ancienne église paroissiale Saint-Pierre-et-Saint-Paul de Charency devenue vétuste et trop éloignée du centre de l'agglomération.
- Chapelle Saint-Cuny à Vezin fin XVIIe siècle.
- Ancienne chapelle ossuaire XVIe siècle au cimetière de Charency classée au titre des monuments historiques par arrêté du 18 décembre 1990[27].

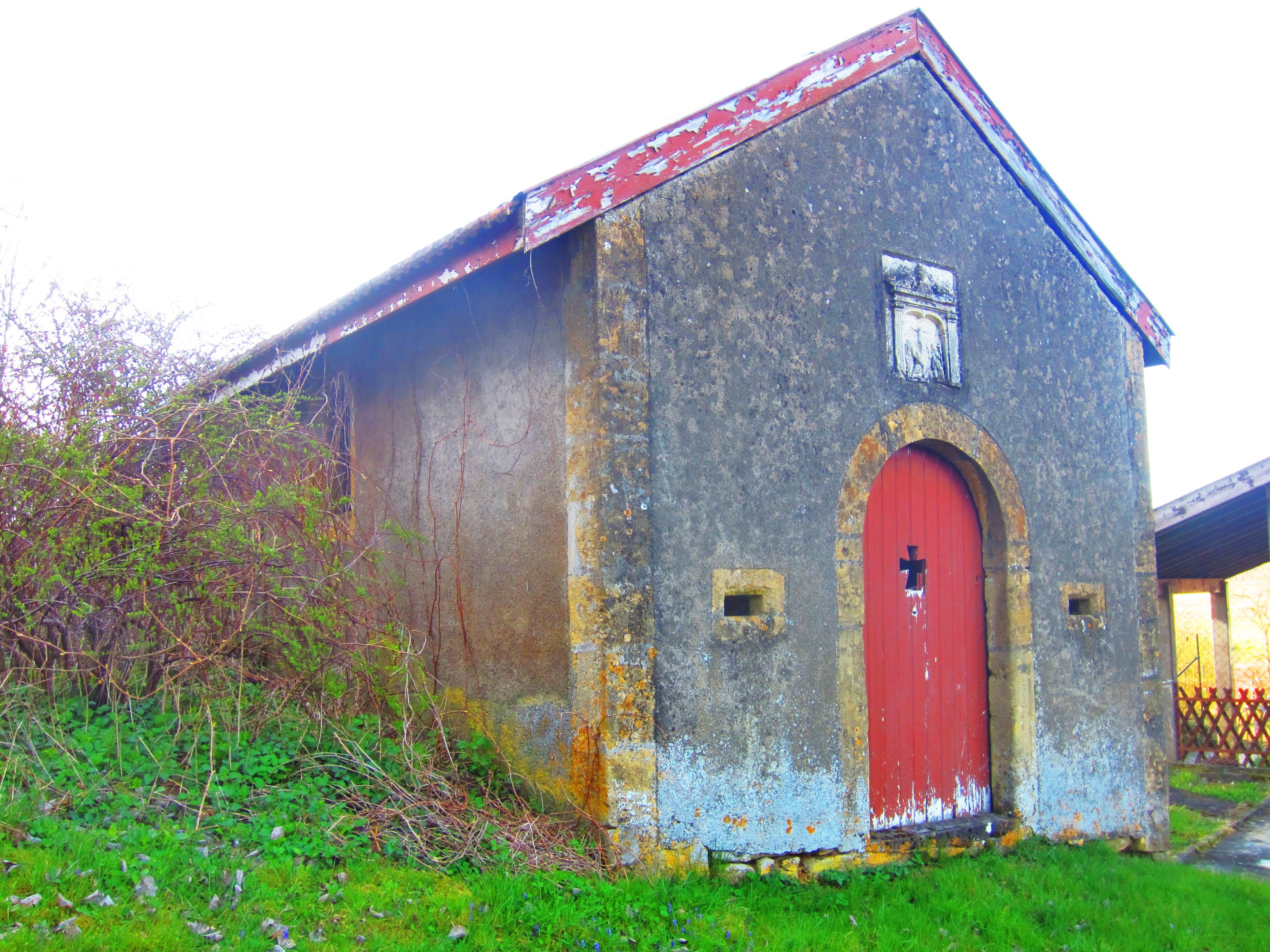
Chapelle Saint-Cuny à Vezin.
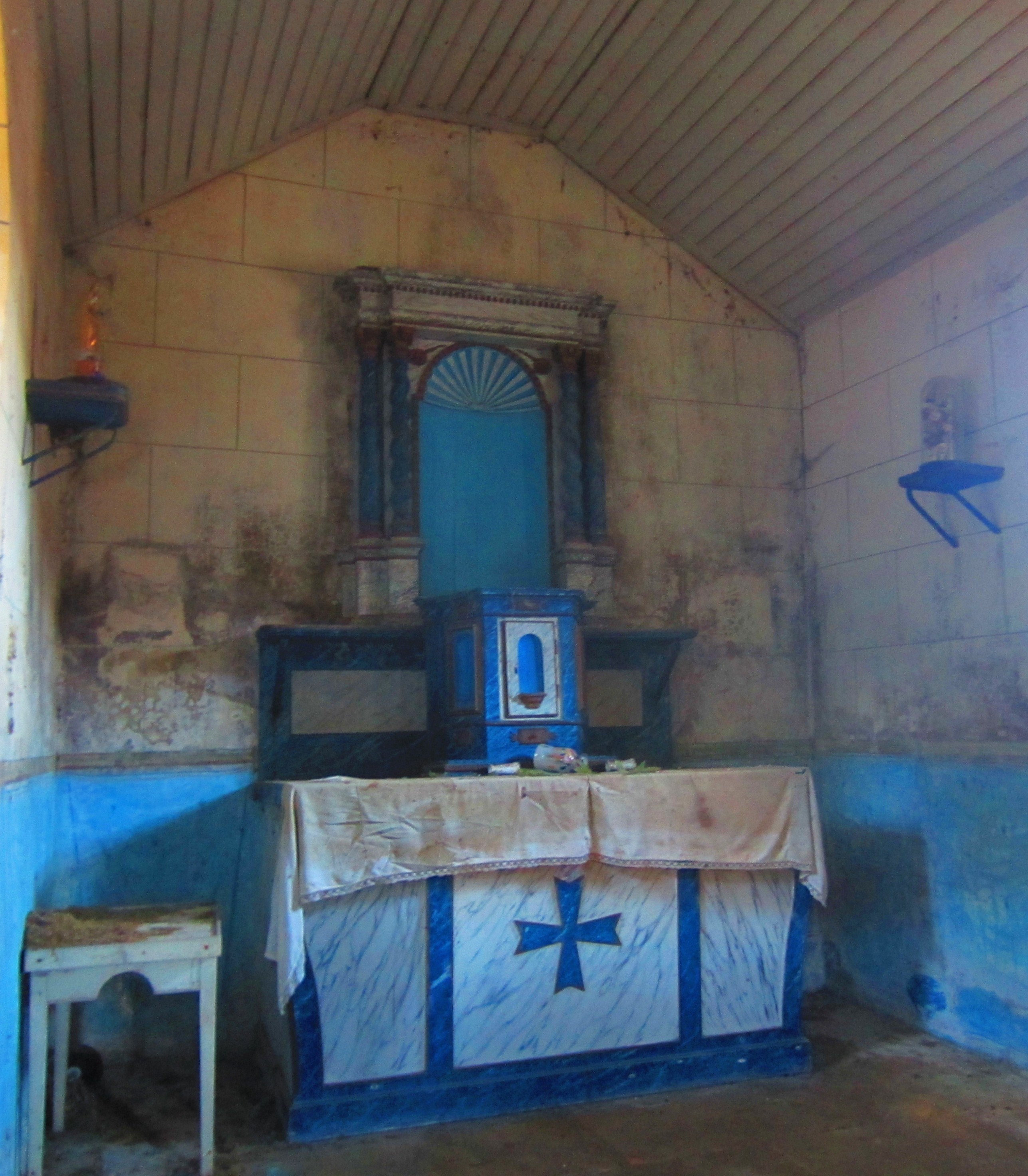
Intérieur de la chapelle Saint-Cuny à Vezin.
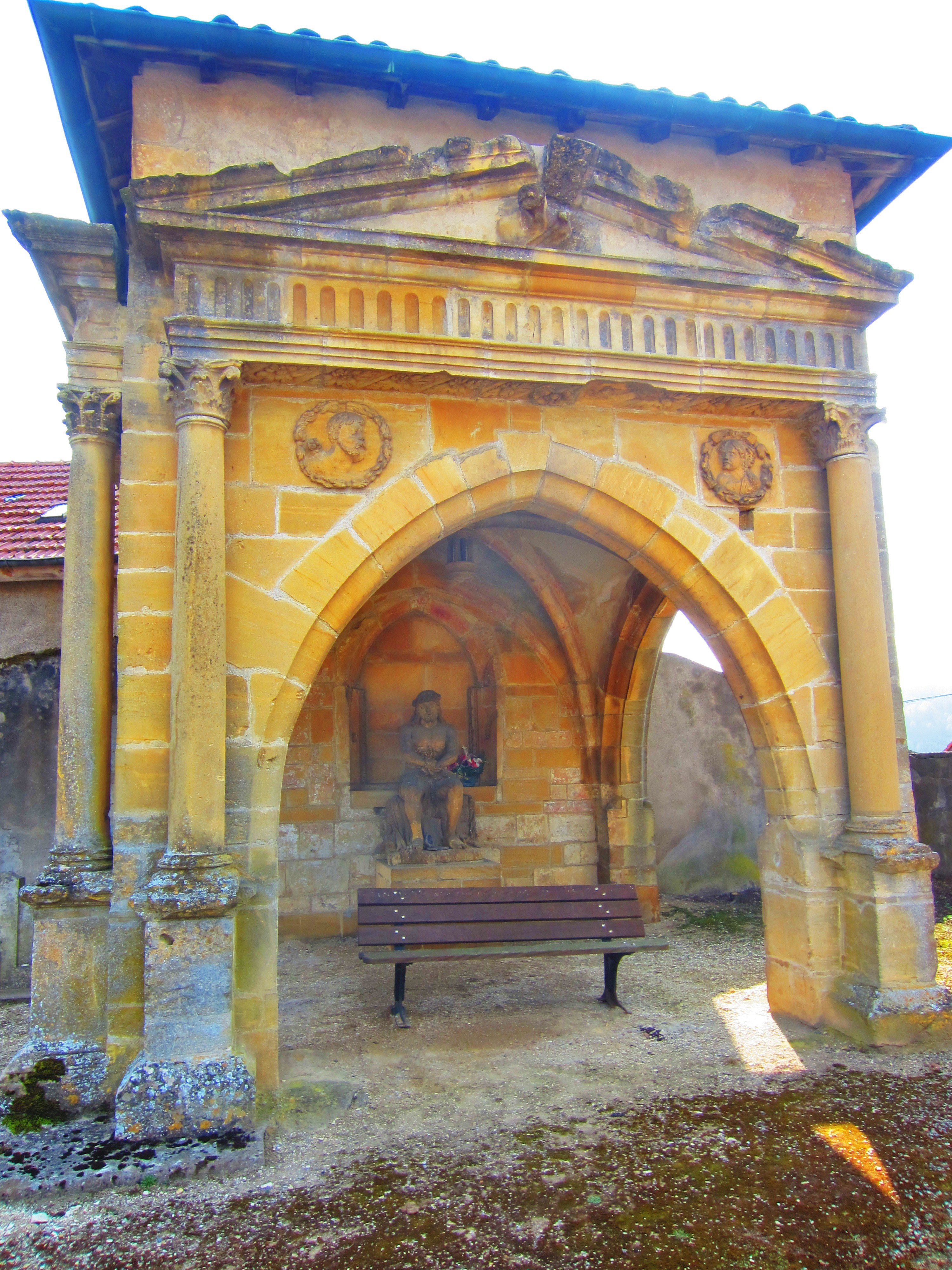
Ancien ossuaire du cimetière à Charency.

### Personnalités liées à la commune
- Henri Gisquet (1792-1866), banquier, préfet de police de Paris, député né à Vezin.
- Marcel Falala (1897-1960), député-maire de Reims, né à Charency-Vezin

### Héraldique, logotype et devise
| Blason de Charency-Vezin | Blason  | Écartelé aux 1 et 4 de gueules à une poche de fondeur d'argent et une crosse épiscopale d'or en sautoir, aux 2 et 3 de sinople à une roue de moulin d'or accompagnée de deux burelles ondées d'argent ; à la croix estrée d'or brochant sur la partition; sur le tout, d'azur à trois poissons d'argent posés en fasces et rangés en pal, surmontés d'une couronne d'or. |
| Blason de Charency-Vezin | Détails | Adopté en 1992. |